# Hans Joachim Morgenthau
Hans Joachim Morgenthau (* 17. Februar 1904 in Coburg, Oberfranken; † 19. Juli 1980 in New York) war ein deutschamerikanischer Politikwissenschaftler und Jurist jüdischer Abstammung.
Bekannt ist Morgenthau als Begründer und wesentlicher Vertreter des Klassischen Realismus im politikwissenschaftlichen Teilbereich Internationale Beziehungen. Sein 1948 erschienenes Buch Politics Among Nations: The Struggle for Power and Peace (deutsch Macht und Frieden. Grundlegung einer Theorie der internationalen Politik) ist eines der einflussreichsten theoretischen Werke der Internationalen Beziehungen.
Morgenthau studierte ab 1923 Rechts- und Staatswissenschaften in Frankfurt a. M. sowie später in München und Berlin Jura und Philosophie. Er promovierte 1929 an der Universität Frankfurt über das Völkerrecht und war dort anschließend Richter am Arbeitsgericht. Ab 1932 lehrte Morgenthau Öffentliches Recht an der Universität Genf.
Nach der Machtergreifung durch die Nationalsozialisten kehrte er nicht mehr nach Deutschland zurück, sondern emigrierte in die Vereinigten Staaten. Dort war er an zahlreichen renommierten Universitäten tätig, u. a. der University of Chicago und der New School for Social Research.
Er setzte sich unter anderem gegen den Vietnamkrieg und für die Emigration sowjetischer Juden nach Israel ein.

## Leben

### Jugend (1904–1923)

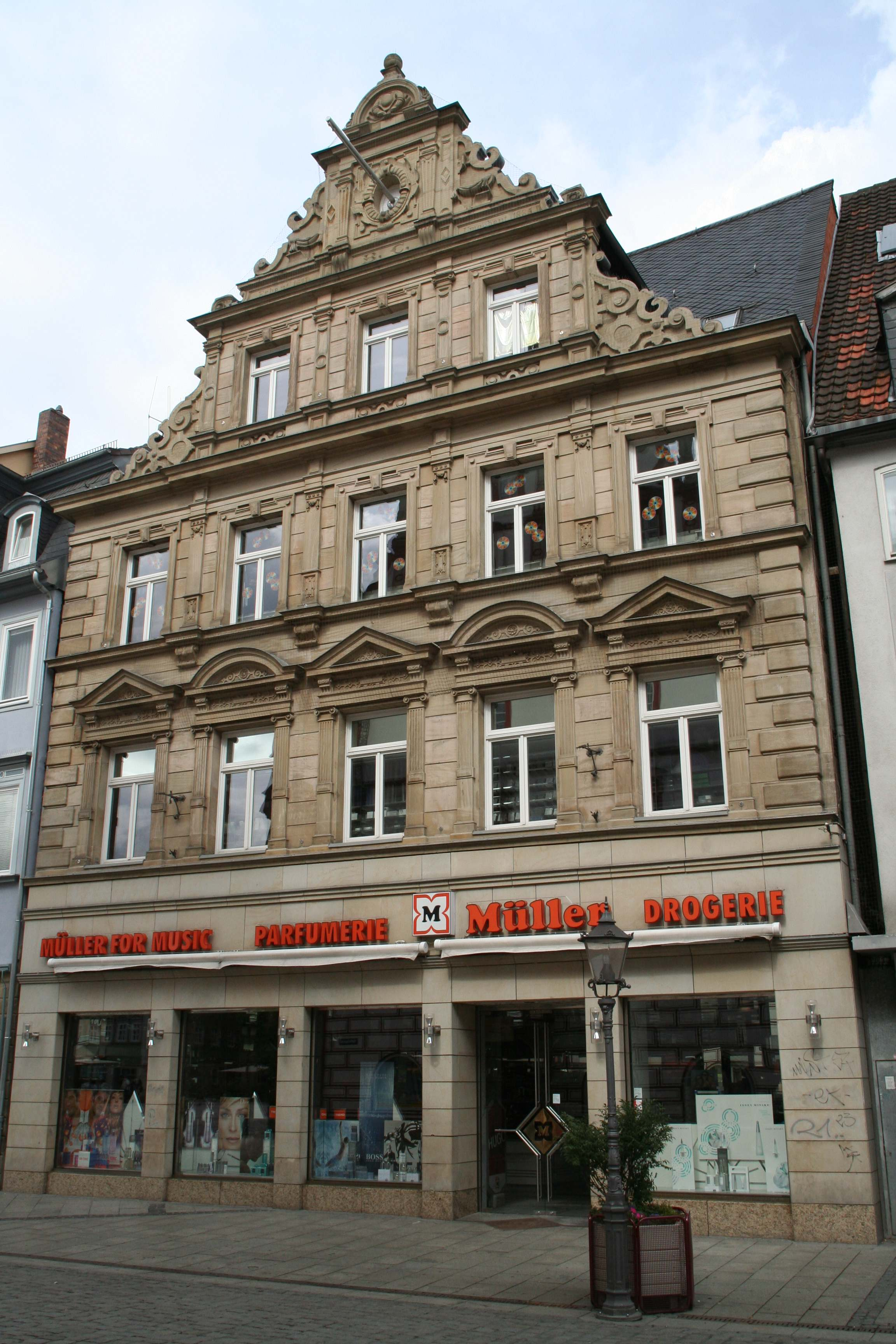
Wohnhaus Spitalgasse 3 in Coburg

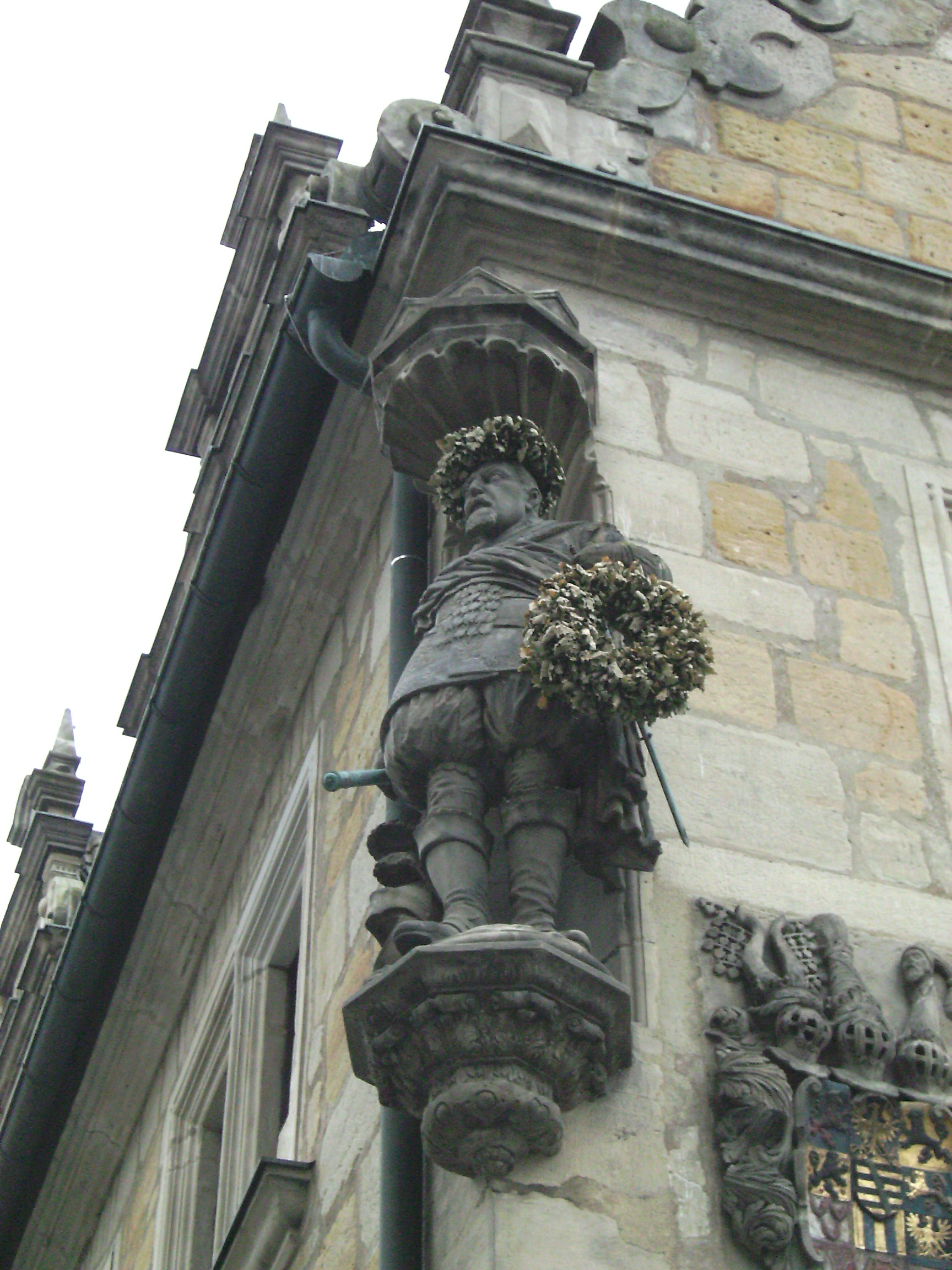
Bekränzter Herzog Casimir am Casimirianum

Hans Joachim Morgenthau wurde am 17. Februar 1904 in einer bürgerlichen, jüdischen Familie in Coburg geboren. Seine Eltern waren der Arzt Ludwig Morgenthau und Frieda Bachmann, die Tochter eines wohlhabenden Kaufmanns aus Bamberg. Er blieb das einzige Kind seiner Eltern. Morgenthaus Umfeld war schon in seiner Jugend von antisemitischen Diskriminierungen geprägt. Er besuchte in Coburg das Gymnasium Casimirianum. Als zweitbester Schüler seiner Klasse durfte er traditionsgemäß im Rahmen des jährlichen „Stiftungsfestes“ am 3. Juli 1922 die Lobrede auf das Gymnasium und den Schulgründer Herzog Johann Casimir halten. Gegen Morgenthaus Auftritt waren antisemitische Flugblätter verteilt worden, während des Vortrags verließ eine größere Anzahl von Personen zeitweise die Veranstaltung und beim Abmarsch wurde er beschimpft.

### Deutschland (1923–1932)
Von 1923 bis 1927 studierte Morgenthau in Frankfurt am Main, München und Berlin zuerst Philosophie sowie anschließend Jura an der Friedrich-Wilhelm-Universität in Berlin (Staatsrecht bei Rudolf Smend und Heinrich Triepel, Völkerrecht bei Viktor Bruns und Edwin Borchard). In München besuchte er Völkerrechtsseminare bei Karl Neumeyer und Hans Nawiasky. Die Referendarjahre verbrachte er in Frankfurt (1928–1931) bei Hugo Sinzheimer. 1929 promovierte er schließlich in Frankfurt am Main über das Völkerrecht. Danach war er dort am Arbeitsgericht als Richter tätig. Seit 1923/24 war er Mitglied der Münchener Thuringia im Burschenbunds-Convent.

### Europa (1932–1937)
Am 17. Februar 1932 verließ Morgenthau Deutschland und lehrte als Privatdozent Öffentliches Recht an der Universität Genf. Er verlor aufgrund des antisemitischen Berufsverbots im Herbst 1933 seine Stellung am Frankfurter Arbeitsgericht. Ab 1935 arbeitete er an der Universität Madrid und heiratete dort seine langjährige Freundin Irma Thormann. Wegen der Machtergreifung durch die Nationalsozialisten kehrte er nicht mehr nach Deutschland zurück. Nachdem er mit seiner Frau von Spanien nach Italien, dann nach Paris und wieder zurück nach Genf gezogen war, emigrierten beide im Jahr 1937 in die USA.

### Amerika (1937–1980)
Zuerst war Morgenthau ein Jahr lang an verschiedenen New Yorker Universitäten für Vergleichende Regierungslehre, Politisches System der Vereinigten Staaten und Politische Theorie tätig. Im Januar 1939 zog er von New York nach Kansas City und fing an gleichzeitig an zwei Fakultäten zu lehren: am Liberal Arts College und an der Law School. Nach dem Eintritt der Vereinigten Staaten in den Zweiten Weltkrieg
1941 der Kriegseintritt der USA in den Zweiten Weltkrieg bewarb Morgenthau sich erfolglos bei der US Army und der US Navy. 1943 nahm er die amerikanische Staatsbürgerschaft an. 1944 wechselte er von Kansas City nach Chicago, wo er von 1946 bis 1951 sechs Bücher und 34 Artikel sowie zahlreiche Kommentare und Buchbesprechungen in Tageszeitungen veröffentlichte. 1949 wurde Morgenthau Ordinarius für Politikwissenschaft und Zeitgeschichte an der University of Chicago. 1971 zog er wieder nach New York. Im Rahmen von 20 Gastprofessuren lehrte er zwischen 1949 und 1977 an zehn amerikanischen Universitäten, darunter Harvard (1959–1961), Yale (1956/57), Columbia (1956/57), Princeton (1958/59) und der University of California (Berkeley 1947, Santa Barbara 1961, 1977). 1958 wurde Morgenthau in die American Academy of Arts and Sciences gewählt. Seit 1961 war er Mitglied der American Philosophical Society.
Zum weiteren Kreis seiner Bekannten gehörten in- und ausländische Persönlichkeiten aus Politik, Wissenschaft und Kultur, darunter Hannah Arendt, John F. Kennedy, Dean Acheson, Dean Rusk und Henry Kissinger. 1975 wurde ihm das große Verdienstkreuz verliehen.
Morgenthau starb am 19. Juli 1980 in einem Krankenhaus in New York an einem perforierten Geschwür.

## Kernaussagen
Zu den „6 Punkten des klassischen Realismus“ von Hans Morgenthau siehe Politischer Realismus.
Morgenthau nahm an, dass Macht von Natur aus die zentrale Antriebskraft menschlichen Handelns ist und dies somit auch für staatliches Handeln und das internationale System gilt. Er unterschied aber ausdrücklich zwischen Macht- und Gewaltpolitik.
Sein Hauptwerk Politics among Nations (zu deutsch „Macht und Frieden“) sieht die internationale Umwelt nicht als Welt der Harmonie, die von Individuen vorübergehend gestört wird, sondern als den Schauplatz von ständig währenden Macht- und Interessenkonflikten, die sich immer wieder gewaltsam äußern, wenn die Macht ungehalten im internationalen System kursieren kann.
Gründe dafür erkennt Morgenthau in der sozialethisch unvollkommenen Natur des Menschen und in der Anarchie (das Fehlen einer über den Staaten stehenden, selbstständigen Ordnungsinstanz), welche das internationale System prägt.
Diese Ansicht gründet auf Morgenthaus Menschenbild, welches den Menschen einerseits zu den schöpferischen Taten der Liebe, zum anderen aber auch zum destruktiven Verhalten einer ungehemmten imperialistischen Politik (im morgenthauschen Sinn: Überwindung des Status quo, z. B. in der Gewinnung lokaler Vorherrschaft bis hin zur Erreichung der Weltherrschaft) befähigt sieht.
Der Mensch wird durch die strukturellen Bedingungen, denen er ausgesetzt ist, einer ungerechten Machtausübung zugeleitet. Der Mensch handelt nicht auf der unsichereren Basis des Vertrauens, sondern baut auf die sichere Basis der Kontrolle. Morgenthau erweitert hier Lenins Prophezeiung an die marxistischen Arbeiter „Nicht aufs Wort glauben, aufs strengste prüfen.“ (W. I. Lenin: Werke, Band 20. Dietz-Verlag Berlin 1971, S. 358) auf die gesamte Menschheit und macht für diese Verhaltensweise strukturelle Bedingungen verantwortlich.
Die Internationale Politik ist also ein ewig währender Kampf um Macht, an dem jedoch nicht alle Staaten gleichermaßen intensiv beteiligt sind, die Fähigkeit die Weltpolitik zu beeinflussen, sowie geopolitische Bedingungen spielen eine große Rolle. Die Akteure haben folgende Ziele:
- Politik der Zustandsbewahrung, bzw. der Machtbewahrung
- Politik der Veränderung der Machtverhältnisse bzw. der Machtsteigerung
- Politik des Prestiges bzw. der Machtdemonstration

Der klassische Realismus gilt als Ausgangspunkt des systematischen Studiums der Internationalen Beziehungen.
Aus dem Klassischen Realismus ist der Neorealismus oder Strukturelle Realismus nach Kenneth Waltz mit seinen beiden Hauptausprägungen, nämlich dem Offensiven (Neo-)Realismus nach John Mearsheimer und dem Defensiven (Neo-)Realismus, den Kenneth Waltz selbst vertrat, hervorgegangen. Zudem sind auf Morgenthau der Neoklassische Realismus und der Neorealismus der Münchner Schule (NRMS) zurückzuführen.
Morgenthau nutzte die Methodik des dialektischen historischen Rationalismus, eine doppelseitige Methode zur Analyse langfristiger Prozesse in der internationalen Politik durch eine Verbindung positivistischer und hermeneutischer Methodik. Diese wurde aus dem kantschen Dualismus abgeleitet.
Der klassische Realismus ist eine politische Theorie mit universalem Geltungsanspruch. Die Theorie beansprucht die Fähigkeit, Aussagen über das Verhalten politischer Akteure machen zu können, die unabhängig von kulturellen, zeitlichen, technischen oder anderen Grenzen Halt machen müssen. Der Ansatz verbindet politische Theorie mit Praxis.

### Mächtegleichgewichtstheorie
Das Mächtegleichgewicht ist für Morgenthau ein effektiver Mechanismus, den Machtkampf im Internationalen System zu regeln. Es vermindert den Anreiz zu offener imperialistischer Politik. Morgenthau erkennt aber auch, dass das Mächtegleichgewicht nur begrenzt wirksam ist: es kann Konflikte begrenzen, aber nicht verhindern. Morgenthau betrachtet das Mächtegleichgewicht des 19. Jahrhunderts, als das „Ideale“. Dieses jedoch ist von der Bildfläche verschwunden. Die Handlungen der Akteure im Internationalen System werden laut Morgenthau im Sinne von Machtinteressen verfolgt. Eine logische Konsequenz daraus ist das Mächtegleichgewicht, das aus dem Streben verschiedener Nationen nach Macht entsteht, die teils um Erhaltung, teils um die Veränderung des Status quo bemüht sind. Mit der Politik des Gleichgewichts ist eine flexible Allianzpolitik verbunden. Das Mächtegleichgewicht geht vom Primat der Außenpolitik aus, was bedeutet, dass die Handlungen des Internationalen Systems das Verhalten eines außenpolitischen Akteurs mehr bestimmen als innenpolitische Faktoren. Jedoch beeinflusst die Stellung einer Nation im Internationalen System die Innenpolitik in großem Maße. Morgenthau beschreibt in einer historischen Analyse, die Interessen der USA folgend:
- Vorherrschaft in der westlichen Hemisphäre
- Verteidigung eines Mächtegleichgewichts in Europa
- Verteidigung eines Mächtegleichgewichts in Asien

Aus diesem Grundinteresse leitet er Strategien für die amerikanische Außenpolitik ab. Morgenthau spricht sich gegen einen aggressive Feinde ermutigenden Pazifismus und gegen den völligen Ausschluss von Gewalt aus; er hält diese Haltung für kontraproduktiv, da sie das aggressive Verhalten von Despoten ermutigt. Staaten schaffen vielmehr bewusst ein Mächtegleichgewicht, um aggressives Verhalten gegen den eigenen Staat zu minimieren. Das Mächtegleichgewicht hat also eine präventive Funktion.
Morgenthau kritisiert einen arroganten Isolationismus genauso wie naive wissenschaftliche Weltverbesserungskonzepte und den amerikanischen Exzeptionalismus. Er plädiert für die Beurteilung verschiedener Außenpolitiken anderer Nationen aus der Perspektive des nationalen Interesses. Dies soll zu einer realistischen und rationalen Politikstrategie führen.
Das Mächtegleichgewicht soll eine stabilisierende Wirkung haben. Diese wird erzielt, wenn das Mächtegleichgewicht im Schatten konstruktiver Normen aus den Interaktionen verschiedener Akteure entsteht. Es verfehlt jedoch seine Wirkung, wenn es lediglich das Resultat der mechanischen unkoordinierten Handlungen der Akteure ist. Diese These sah er durch die Zeit nach dem Wiener Kongress bestätigt, als dieser dem System relative Stabilität und Begrenzung von Konflikten bescherte. Ein negatives Beispiel birgt die Zwischenkriegszeit, in der Staatsmänner auf Signale wie unter anderem die Rheinlandbesetzung durch die Nationalsozialisten keine Reaktion folgen ließen.
Morgenthau vertritt die Meinung, dass eine Politik des Mächtegleichgewichts „beweisbar“ wird, wenn die Außenpolitik eines Landes im Widerspruch mit der eigenen politischen Kultur und den eigenen ideologischen Vorgaben liegt.

### Morgenthaus Haltung zum Krieg, insbesondere zum Kalten Krieg
Die Ursache von Kriegen beruht laut Morgenthau nicht auf Gründen mangelnden Wissens übereinander, sondern auf mangelndem Verständnis für die Sachzwänge des politischen Gegners. Der internationale Machtkampf entsteht nicht nur aus materiellen Interessengegensätzen, sondern in der Auseinandersetzung weltanschaulich inkompatibler Systeme. Morgenthau vertraut bei der Konfliktlösung auf die Diplomatie von Staatsmännern. Kriegsfördernde Faktoren sind für Morgenthau folgende Punkte:
- übersteigerte Definition und Vertretung nationaler Interessen
- exzessiver Nationalismus
- übermäßige Ideologisierung nationaler Politik

Für ihn ist so nicht nur der Kommunismus, sondern auch fanatische Demokratie ein gefährliches Postulat.
Anders als der Vorwurf von Kritikern, der klassische Realismus verherrliche Gewalt, war Morgenthau zur Zeit des Kalten Kriegs einer der Hauptkritiker einer Außenpolitik, die zu stark auf militärische Lösungen setzt. Er kritisierte ein „nicht organisches Verhältnis von ziviler und militärischer Macht in den USA, das zu wenig differenzierten Denkweisen über praktisch-politische Maßnahmen führe“. Jedoch geht es ihm eigentlich um eine funktionierende nationale Sicherheitspolitik, alle anderen nationalen Ziele bezeichnete er als „Extras“. Dazu gehörte auch die globale Verbreitung von Demokratie. So setzte er sich für eine verstärkte Aufrüstung nach dem Bruch des Nuklearmonopols durch die UdSSR 1949 ein. Jedoch nur deshalb, da er frühzeitig erkannte, dass die Gefahr einer nuklearen Eskalation im Kalten Krieg zu einem paradoxen Resultat führt. Nämlich, dass die Mächte eine Abnahme ihrer einsetzbaren militärischen Macht erleiden mussten. So kritisierte er den Ansatz eines begrenzten Nuklearkriegs von Henry Kissinger, der später auch revidiert wurde. Auf der anderen Seite sah Morgenthau die Proliferation von Nuklearwaffen als die größte Bedrohung für die USA und die Weltpolitik an. Der Kalte Krieg war für Morgenthau weniger ein ideologisches Problem als ein geostrategisches. Einen homogenen Weltkommunismus hat es laut Morgenthau nie gegeben. Seiner Meinung nach wurde der Schleier der Ideologie auf geostrategische Differenzen gelegt. So sah er durch den Vietnamkrieg einen natürlichen Gegner Chinas vernichtet.

### Morgenthaus Sicht gegenüber den Vereinten Nationen
Die Vereinten Nationen (UN) waren für Morgenthau kein Allheilmittel. Er sah sie als funktional abhängig von den übergeordneten politischen Bedingungen. Morgenthau hegte aber trotzdem den Wunsch nach einer maßgeblichen Rolle der UN bei der Regulierung weltpolitischer Konflikte, vergaß dabei aber nicht die begrenzte Wirksamkeit des Völkerrechts.

### Morgenthau als Wissenschaftler und politischer Aktivist
Morgenthau war ein großer politischer Theoretiker. Er war auch aktiv am politischen Geschehen beteiligt. Morgenthau begründete gemeinsam mit George D. Schwab das National Committee on American Foreign Policy, welches amerikanische Interessen in Gegenwartsfragen formuliert. Zudem war Morgenthau langjähriger Vorsitzender des „Akademischen Komitees der Sowjetischen Juden“.

## Morgenthaus Vorläufer

### Friedrich Nietzsche
Dank Christoph Frei konnten Hinweise gefunden werden, die Nietzsches Einfluss auf Morgenthau verdeutlichen (in den USA und Israel wird Nietzsches Einfluss gerne in den Hintergrund gestellt, z. B. in Mollovs „Power and Transcendence – Hans J. Morgenthau and the Jewish Experience“, Lexington Books, Oxford 2002). Schon Samuel Magill erkannte 1962 in „A Christian Estimate of the Political Realism of Hans J. Morgenthau“: „Nietzsche’s revolt against reason with his message of salvation through the „will-to-power“ profoundly influenced Morgenthau’s concept of the nature of man. Nietzsche’s emphasis upon the irrationality of man has obviously provided Morgenthau with his insights about the motivations of human behaviour in all social action.“ Morgenthau trennte sich zwar von Nietzsches normativen Prämissen, doch behielt größtenteils dessen Weltsicht und durchdringende diagnostische Methodik (siehe Nietzsches „Wille zur Macht“). Neben biologischen bezieht sich Morgenthau aber auch auf philosophische Vorstellungen, um den im Menschen innewohnenden Machttrieb zu erklären.

### Max Weber
Morgenthau räumt ein, dass Max Weber einen Einfluss auf ihn hatte, da dieser im Vergleich zu Nietzsche „vorzeigefähig“ in den USA war. Weber beeinflusste Morgenthau in mehrfacher Hinsicht (siehe „Scientific Man“). Beide sehen den unumgänglichen Machtkampf in der Politik, bei dem der Erfolg des geringeren Übels das zu verwirklichende Ziel ist. Morgenthau und Weber ähneln sich auch sehr stark, wenn es um den Anspruch einer Wissenschaft vom Menschen geht. Die Wirklichkeit wird auf Wertideen basierend strukturiert, die sich selbst jeder wissenschaftlicher Basis entzieht.
„Die Objektivität sozialwissenschaftlicher Erkenntnis hängt vielmehr davon ab, dass das empirisch Gegebene zwar stets auf jene Wertideen, die ihr allein Erkenntniswert verleihen, ausgerichtet, in ihrer Bedeutung aus ihnen verstanden, dennoch aber niemals zum Piedestal für den empirisch unmöglichen Nachweis ihrer Geltung gemacht wird“ (Max Weber)
Doch wo Weber (in Bezug auf Werte) lediglich von einem Kampf der verschiedenen Anschauungen spricht, verlangt Morgenthau die Durchsetzung bestimmter Werte. Dieses Statement löst Morgenthau von jeglichem Nihilismusverdacht. Später nimmt Morgenthau Weber in Schutz und spricht ihn vom Nihilismus frei.

## Morgenthaus Kritik an Kissinger
Morgenthaus und Kissingers Politikverständnis weichen teilweise heftig voneinander ab, jedoch zieht man beide gerne in die Sparte des amoralischen Machtzynismus.
Kissinger war es im Vergleich zu Morgenthau nie möglich, eine eigene systematische Politiktheorie zu etablieren: Kissinger war Historiker und politischer Pragmatiker, Morgenthau dagegen politischer Theoretiker. Morgenthau war gegen die Präsenz von Ideologien und für die Verfolgung von Interessen in der Politik. Aber auch wenn sich Ideologie nie vollständig aus der Politik entfernen lässt, so bildeten seine Ansichten einen wertvollen politischen Pfeiler in der Nixon-Kissinger-Ära. Was in Bezug auf die amerikanische Dreiecksdiplomatie (Bipolare Welt + China) zu funktionieren schien, konnte im Vietnamkonflikt nicht umgesetzt werden.
Morgenthau lobte zwar Kissingers politisches Denken, kritisierte allerdings auch die immense Antinomie, die er zwischen der amerikanischen Makro- und Mikropolitik sah. Obwohl Kissinger versuchte, ideologische Argumente zu meiden, führten die Vereinigten Staaten in Vietnam schließlich doch eine Art „Glaubwürdigkeitskrieg“, und dieser entzog sich jeder Pragmatik.
Kissinger rechtfertigte die amerikanische Präsenz mit dem Argument, ein Rückzug würde zum völligen Chaos der betroffenen Regionen führen, denn nicht nur Vietnam, sondern auch die Invasion von Laos und die Bombardierung Kambodschas waren für Morgenthau Teil desselben ideologisch-politischen Handelns. Kissinger:
„Wir hielten es für ausgemacht, dass wir das Recht, ja sogar die Pflicht hatten, ein Abkommen zu verteidigen, für das fünfzigtausend Amerikaner ihr Leben gegeben hatten.“
Morgenthau meinte, dass die Bombardierung der Beginn des Verfalls der ansässigen kambodschanischen Gesellschaft war. Prinz Sihanouk habe versucht, den bewaffneten Konflikt mit den Vereinigten Staaten zu vermeiden.
Ende der 1970er Jahre wurde Morgenthaus Kritik an der Dominotheorie bestätigt, denn sich geostrategische Konflikte, die er gegen die damals in den Vereinigten Staaten populäre Vorstellung einer kommunistischen Welle, die von einem Land in das nächste schwappen würde, hatte, brachen auf, nachdem sich die Amerikaner aus Indochina zurückgezogen hatten. Die kommunismusinternen Konflikte zwischen Kambodscha und Vietnam 1978 und Vietnam und China 1979 legten die regionalen Machtdynamiken dar, die sozialistische Regime unabhängig von verwandter Ideologie untereinander in massive Auseinandersetzungen führen.

### Morgenthau und der Vietnamkrieg
Neben seiner Rolle als „neutraler“ Akademiker nahm Morgenthau auch eine andere Rolle an, nämlich die des politischen Aktivisten.
Trotz seiner Überzeugung, dass die Wissenschaft unfähig sei, politische Detailprognosen zu erstellen, und trotz zahlreicher Anfeindungen übernahm er die Rolle des intellektuellen Zugpferdes der Protestbewegung.
Seiner Meinung nach war die amerikanische Indochinapolitik absolut fehlgeleitet. Er wurde sogar Gegenstand eines Untersuchungsausschusses des Weißen Hauses, die unter dem Codenamen „Project Morgenthau“ lief. Allein durch seine Position wurde er Opfer interner kommunistischer Gruppierungen, die ihn für die eigenen Zwecke instrumentalisieren wollten.
Doch auch sozialistische Staaten benutzten Morgenthau, um die eigenen Ideologien zu untermauern. Die DDR beispielsweise ließ Kinder im Namen Morgenthaus Briefe verfassen und Bilder malen, in denen sie eine ideale friedliche Welt darstellten. Sie sahen in ihm den Hoffnungsträger, dem es möglich sein könnte, die kapitalistischen Vereinigten Staaten als Weltmacht in ihre Schranken zu weisen.
Einige Gegner nahmen die „Bedrohung“, die von Morgenthau ausging, ernst und pöbelten auf niedrigstem Niveau. Doch ernsthaft wurde Morgenthaus antikommunistische Haltung nie in Frage gestellt.
Vor allem im deutschsprachigen Raum steht Morgenthaus Vietnamposition in einem eklatanten Widerspruch zu seiner Theorie der Macht oder ist gänzlich unbekannt.

## Schriften (Auswahl)

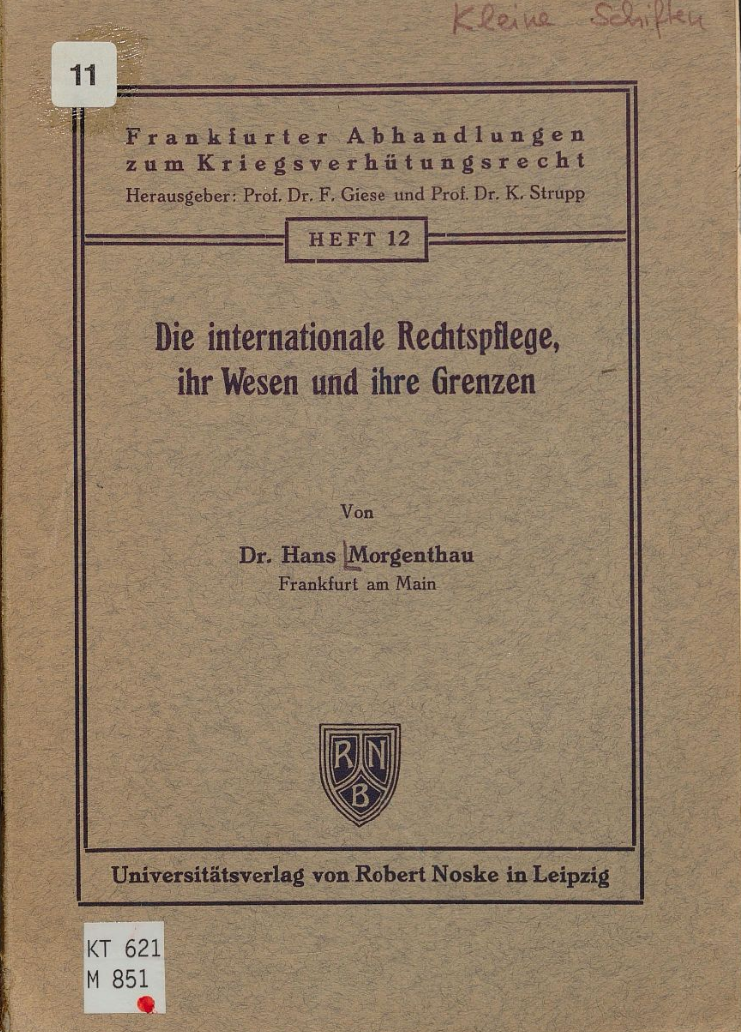
Dissertation

- Die internationale Rechtspflege, ihr Wesen und ihre Grenzen. Frankfurter Abhandlungen zum Kriegsverhütungsrecht. Leipzig: Universitätsverlag Noske, 1929.
- Stresemann als Schöpfer der deutschen Völkerrechtspolitik. in: Die Justiz. Monatsschrift für die Erneuerung des deutschen Rechtswesens, 1929.
- Scientific Man versus Power Politics. Chicago: University of Chicago Press, 1946, ISBN 0-226-53826-5.
- Politics Among Nations. The Struggle for Power and Peace.[1] New York: Alfred A. Knopf, 1948 (Neuauflagen 1954, 1960, 1967, 1973, 1978), ISBN 0-07-043306-2.
  - Dt. Übersetzung von Gottfried-Karl Kindermann: Macht und Frieden. Grundlegung einer Theorie der internationalen Politik. Gütersloh: Bertelsmann, 1963/1989, 480 S., ISBN 3-571-05946-8.
- In Defense of the National Interest. New York: Alfred A. Knopf, 1951, ISBN 0-8191-2846-5.
- (Hrsg.): Germany and the future of Europe. Chicago : Univ. of Chicago Press, 1951
- The Purpose of American Politics. New York: Alfred A. Knopf, 1960, ISBN 0-8191-2847-3.
- Politics in the Twentieth Century. Vol. 1-3 (Vol. 1: The Decline of Democratic Politics; Vol. 2: The Impasse of American Foreign Policy; Vol. 3: The Restoration of American Politics). Chicago: University Press, 1962.
- Vietnam and the United States. Washington D.C.: Public Affairs Press, 1965.
- A New Foreign Policy for the United States. London: Pall Mall Press, 1969.
- Truth and Power: Essays of a Decade, 1960-1970. London: Pall Mall Press, 1970.